# 卡特琳·埃昌迪亚
卡特琳·奥里亚娜·埃昌迪亚·萨拉特（西班牙語：Katherin Oriana Echandia Zárate，2001年8月14日—），委内瑞拉女子举重运动员，2018年夏季青年奥林匹克运动会女子44公斤级金牌得主、2018年世界举重锦标赛女子45公斤级铜牌得主、2022年南美运动会女子49公斤级银牌得主、2023年泛美运动会女子49公斤级银牌得主。